# Manuel Pe-de-Arròs

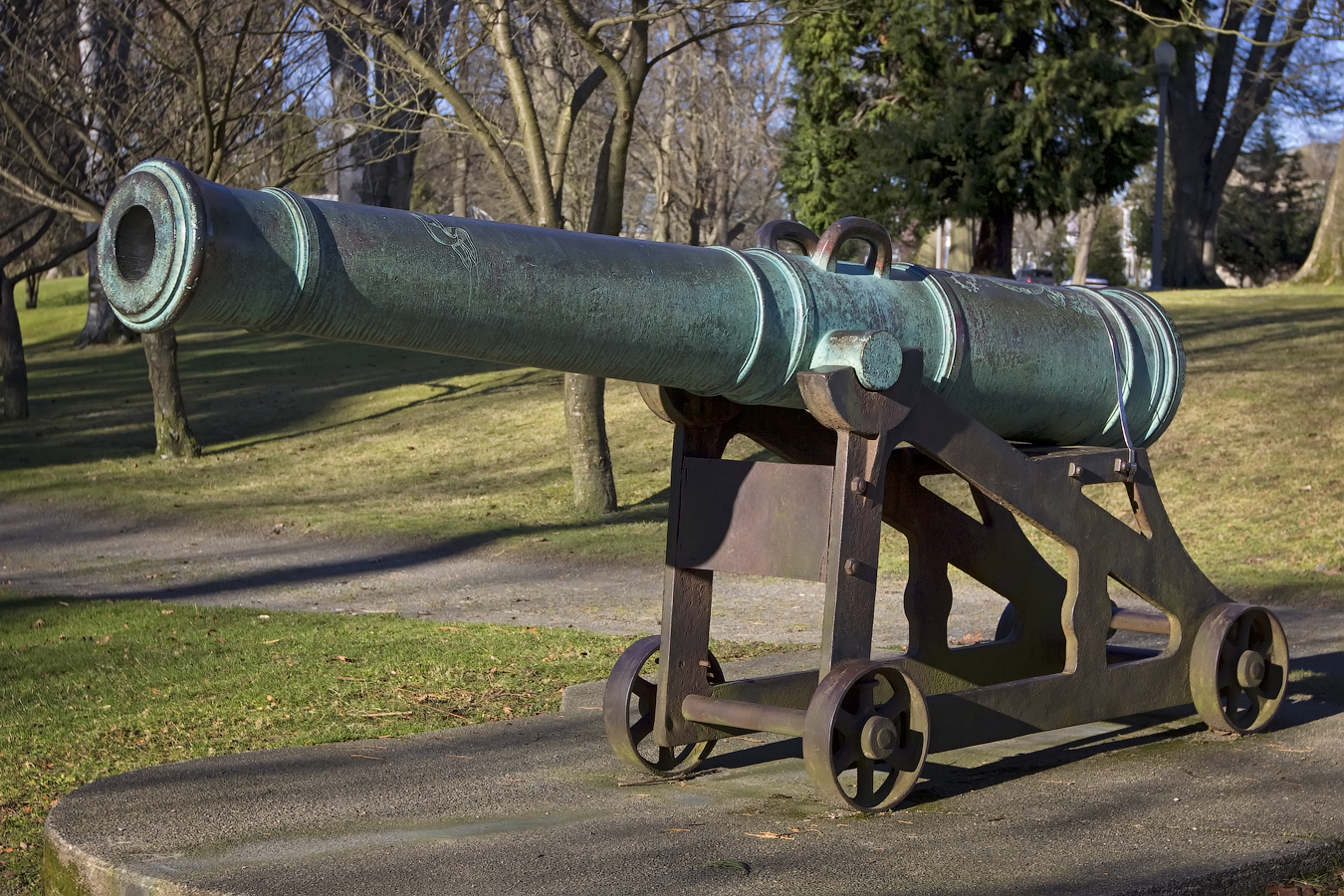
Canó de bronze.

Manuel Pe-de-Arròs (Nascut a Víllec el 3 de maig del 1764; mort a França ?) fou un mestre fonedor de canons català amb una gran trajectòria professional.
Va fondre canons a Barcelona, reorganitzant tota la Fàbrica d'Artilleria seguint els seus coneixements.
Va passar a la Fàbrica d'artilleria de Sevilla i la va reorganitzar com la de Barcelona.
Finalment fou contractat pel govern francès per a implantar els seus sistemes a la fàbrica de Tolosa. Va morir a França en data i localitat indeterminades.

## Mèrits principals
Deixant de banda altres possibles actuacions, cal destacar la gran importància d'aquest català com a tècnic. Un veritable enginyer que va revolucionar la foneria dels canons de bronze amb mesures, aparentment senzilles, però que permetien obtenir peces gairebé perfectes, molt resistents i d'una llarga vida com a armes útils.
Algun autor, interpretant les paraules del general Jean-Jacques-Basilien de Gassendi, no va dubtar en qualificar-lo com el millor fonedor de canons d'Europa.
| « | “ M. le general Gassendi assure que les cannons fondus d'après les procédés de M. Pé de Arros sont, sans contredit, les meileurs de l'Europe”. | » |
| — “Coup d'oeil sur Lisbonne et Madrid en 1814, suivi d'un mémoire politique”. París 1820. Charles-Victor d' Hautefort | |   |

## Biografia
- Les principals dades sobre la vida de Pe-de-Arròs es poden llegir al “Memorial histórico de la artillería española”, de Ramón de Salas y Cortés.[4]
- El poble de naixement és anomenat Bilac, del bisbat de la Seu d'Urgell. L'únic poble que s'ajusta a la descripció és el de Víllec.

Manuel Pe-de-Arròs va néixer a Víllec, un poblet de la diòcesi de la Seu d'Urgell. No se sap a on va cursar els primers estudis, ni un cert nivell d'estudis superiors. L'any 1787 fou admès com a alumne de la Reial fàbrica de canons de Barcelona. El qual privilegi exigia una bona formació inicial en geometria, dibuix tècnic, mecànica i altres disciplines afins.
A Barcelona fou alumne dels coronels Aznar i Laso de la Vega. Professors que sempre recordaria amb admiració i reconeixement.
En data indeterminada va passar a Segòvia a estudiar química amb el professor Joseph Louis Proust.
Acabats els seus estudis es graduà com a mestre fonedor (“fundidor mayor”) de la Foneria de Barcelona.
Allí va posar en pràctica les seves habilitats, reformant tota la fàbrica i millorant els sistemes de fabricació de canons fins a l'any 1802 en que el govern espanyol va decidir tancar-la i portar-ho tot (maquinària i documents) cap a Sevilla.
- En la seva estada a Barcelona va néixer un dels seus fills, que va arribar a ser general a França.

Mentre va actuar com a fonedor major de Barcelona, es fabricaren i provaren centenars de peces (canons, obusos i morters). Generalment no tenien cap defecte, ni exterior ni interior. I si hi havia alguna irregularitat era menor. Una comissió de 1799, presidida pel brigadier Mendoza, va lloar els mèrits de Manuel. I fou ascendit a Comissari de Guerra amb augment de sou.
Traslladat a Sevilla, tot i que aquella foneria gaudia d'un prestigi merescut, Pe-de-Arròs va modificar la fàbrica segons les seves experiències de Barcelona i els seus treballs foren admirats i recompensats.

### La guerra de la independència espanyola
El 1808 es va revoltar Espanya contra l'exèrcit d'ocupació francès. Pe-de-Arròs va continuar treballant a la fàbrica de Sevilla (fabricant canons contra França) fins que els francesos ocuparen Sevilla.
El general Senarmon (Alexandre-Antoine Hureau de Sénarmont) va oferir que Manuel es quedés en el seu lloc, sota un comandant nominal, i Pe-de-Arròs es va quedar, col·laborant amb els francesos.

#### Treballs sota control francès
Seguint les instruccions dels nous amos va ampliar els fornets existents per a colar bales de canó de tota mena. També va millorar el ritme de producció dels canons de bronze, que foren usats en el setge de Badajoz, en el de Cadis i per l'exèrcit francès en general.

#### Peces a la Villantroys
Un coronel d'artilleria francès, Pierre-Laurent de Villantroys, havia imaginat el 1804 un obús-canó de llarg abast. La primera peça es va fondre a Sevilla per Manuel Pe de Arròs el 6 de novembre de 1810. Tenia 8 polzades franceses de calibre.
Segons totes les probabilitats, fou Manuel el veritable dissenyador i projectista d'aquella peça.
A la vista de l'èxit el general Ruty li va encarregar el projecte i la construcció de peces similars de 10 polzades franceses. La retirada dels francesos va impedir la conclusió de la construcció de canons de 12 polzades.
- Les peces encarregades pel general comte Ruty bombardejaren Cadis fins al 12 d'agost de 1812.[6]

#### Pressions espanyoles per a la deserció del camp francès
L'agent secret José de Villanueva Vigil va posar per escrit les discussions i amenaces de mort contra Manuel Pe de Arròs, en diverses entrevistes que tingué amb ell un cop infiltrat a Sevilla. Va aconseguir que alguns fonedors abandonessin la fàbrica. Precisament els que eren socis de Manuel en el negoci de les llimones: Vidal, Brito, Escasena, Maqueda…

#### El mariscal Soult
Pe-de-Arròs s'havia desplaçat a Granada per a posar en marxar un forn que no hi havia manera de fer-lo funcionar. Finalment va reconstruir-lo en part i tingué èxit en una empresa en la que altres suposats especialistes havien fracassat.
En aquella època va arribar a la ciutat el mariscal Soult amb tot l'estat major, en plena retirada de l'exèrcit francès. Soult va demanar a Pe-de-Arròs que seguís al servei de França, amb totes les garanties per al fonedor i la seva família. Però Pe-de-Arròs va decidir quedar-se a Granada.

#### Darrers temps a Espanya
No hi ha informació sobre la vida de Manuel Pe-de-Arròs des de la marxa dels francesos fins a la seva emigració cap a França.

#### Oferta francesa
El prestigi de Pe-de-Arrós com a fonedor de canons i organitzador de foneries era tan gran que va rebre una oferta immillorable per part dels francesos.
El ministre de la guerra, el mariscal Soult, li va concedir el càrrec de Director de la foneria de canons de Toulouse. Amb el rang de coronel i una antiguitat en el cos d'artilleria francès que incloïa els anys al servei d'Espanya. El tracte anava millorat per la concessió de la Legió d'Honor i la Creu de Sant Lluís. I la incorporació dels seus fills i de tota la familia, amb totes les comoditats.
No cal dir que Manuel Pe-de-Arròs va acceptar l'oferta i va marxar cap a França.

## Dades biogràfiques puntuals
- 1787. Admissió a la “Real Fundición de artilleria de Barcelona”. Els candidats havien de ser professors formats (en aritmètica, àlgebra, geometria, dibuix militar, maquinària, hidràulica…).[8]
- 1800. Anomenat fonedor de Barcelona: "S.M. se ha servido nombrar Fundidor de artillería de bronze de la Real fundición de Barcelona a D. Manuel Pé de Arroz".[9]
- 1802. Supressió de la Fàbrica d'artilleria de Barcelona. Tot el material vàlid i tots els documents (tècnics i contables) es porten a Sevilla.[10]
- 1808. Funda una “fábrica para agrio de limón” a Sevilla, amb alguns companys fonedors de canons: Leonardo Vidal, Manuel Brito, Juan Modesto Peringer i José Ma. Rodrigo.[11]
- 1810. El 10 de febrer és nomenat pel rei Josep Bonaparte “Caballero de la Orden Real de España”.[12]
- 1815. Director de la “Fonderie Royal de Toulouse”.[13]
- 1816. Naturalitzat francès amb el nom de Laurent-Emmanuel-Joseph Pé-de-Arros.[1]
- 1824. Jubilació per “ancienneté”. Amb una durada de serveis de més de 44 anys (els anys sota servei espanyol, segons acord previ, es consideraren al servei de França).[14]

## Colada del bronze
Les peces de bronce colat són conegudes des de molt antic. Generalment es tractava de peces relativament petites: Destrals, espases, punyals… Però també hi havia peces de bronze de grans dimensions: estàtues (Colós de Rodes) i grans estris religiosos (Mar de bronze del Temple de Salomó).
En temps més recents, a més de les estàtues (cavall de Leonardo da Vinci), hi havia la colada de campanes i canons.
La colada dels canons en l'època anterior a Pe-de-Arròs es feia amb el mètode de “canó buit”. El motlle es feia amb un nucli (que representava la parte buida del canó) i, un cop trencat el motlle, el canó quedava quasi acabat a manca d'un lleuger mecanitzat de l'ànima.
L'any 1767, un enginyer suís, Jean Maritz (procedent de foneries de canons franceses) va arribar a la fàbrica de Sevilla amb el càrrec de “Inspector General Honorario de la Artillería de España” i rang de mariscal espanyol. El mètode de Maritz era la colada “amb el canó ple”. El motlle no tenia cap nucli per a l'ànima. El bronze es fonia i quedava un canó sòlid sense cap forat. Posteriorment calia barrinar-lo, per a foradar i deixar l'ànima buida, a les dimensions finals.
- Aquest sistema va prosperar perquè permetia obtenir una ànima ben centrada i un gruix del canó uniforme, cosa que millorava les prestacions i la durada de la peça.
- El procés de barrinar canons generava molta calor i va permetre descobrir, per parte de Benjamin Thompson (“An Experimental Enquiry Concerning the Source of the Heat which is Excited by Friction”. 1798), el principi de l'equivalència entre l'energia calorífica I el treball mecànic.[17]

- Més detalls sobre la colada de canons de bronze poden llegir-se en obres del segle xix.[18]